# Markos Uyanik
Markos Uyanik (* 28. August 1977 in Köln) ist ein deutscher Jurist. Er ist seit dem 1. Juli 2024 Richter am Bundessozialgericht.

## Leben und Wirken
Uyanik studierte an der Universität zu Köln Rechtswissenschaften. Nach dem Abschluss seiner juristischen Ausbildung war er von 2005 bis 2009 für Anwaltskanzleien in Aachen, Köln und Krefeld mit dem Schwerpunkt Zivilrecht tätig, zuletzt als Fachanwalt für Versicherungsrecht. 2009 trat er in den Richterdienst der nordrheinwestfälischen Sozialgerichtsbarkeit ein. Von 2009 bis 2018 war Uyanik beim Sozialgericht Duisburg tätig, ab 2016 als aufsichtführender Richter und weiterer ständiger Vertreter des Präsidenten des Sozialgerichts. Im Juni 2018 erfolgte die Ernennung zum Richter am Landessozialgericht. Berufsbegleitend schloss er im Jahr 2017 seine Promotion an der Universität zu Köln am Lehrstuhl von Ulrich Preis zu dem Thema „Aufhebungs– und Erstattungsentscheidungen nach dem SGB II im Konflikt zur Minderjährigenhaftungsbeschränkung nach § 1629a BGB“ ab. Von Oktober 2022 bis Ende Februar 2023 war Uyanik als wissenschaftlicher Mitarbeiter an das Bundessozialgericht und anschließend bis zu seiner Ernennung zum Richter am Bundessozialgericht als Referent an das Bundesministerium für Arbeit und Soziales in Berlin abgeordnet. Nebenamtlich ist Uyanik als Lehrbeauftragter an der Universität Duisburg-Essen im Leistungs- und Leistungserbringerrecht nach dem SGB V tätig. Er ist ausgebildeter Mediator und Güterichter und nebenamtlich Schiedsperson nach dem SGB V. Als Autor befasst er sich insbesondere mit dem Recht der Grundsicherung für Arbeitsuchende und dem Krankenversicherungsrecht.
Mit der Ernennung zum Richter am Bundessozialgericht wies das Präsidium Uyanik dem für das Recht der gesetzlichen Rentenversicherung zuständigen 5. Senat des Bundessozialgerichts zu.